# Lijst van apostolisch vicarissen van Grave-Nijmegen
Onderstaand volgt een lijst van apostolisch vicarissen van Grave-Nijmegen, een Nederlands rooms-katholiek apostolisch vicariaat.
| Apostolisch vicaris van Grave-Nijmegen | Apostolisch vicaris van Grave-Nijmegen     | Apostolisch vicaris van Grave-Nijmegen                            |
| -------------------------------------- | ------------------------------------------ | ----------------------------------------------------------------- |
| 1801-1824                              | Joannes Baptista baron Van Velde de Melroy | was eerder bisschop van Roermond                                  |
| 1824-1841                              | Gerardus Hermans O.S.C.                    |                                                                   |
| 1841-1841                              | Henricus van der Velden                    | trad af op verzoek van Rome                                       |
| 1842-1851                              | Joannes Zwijsen                            | werd in 1851 benoemd tot apostolisch vicaris van 's-Hertogenbosch |